# 粕川村 (群馬県)
粕川村（かすかわむら）は、群馬県勢多郡に存在した村。2004年12月5日をもって大胡町、宮城村とともに前橋市へ編入合併され、独立した行政としての粕川村はなくなった。現在、粕川村であったところの住所は前橋市粕川町「かすかわまち」となった。また、伊勢崎市、太田市にも「粕川町」がありいずれも「かすかわちょう」である。

## 地理
群馬県のほぼ中央に位置し、目の前には赤城山があり、南北に粕川が流れ、上毛電気鉄道が西東に横断している。南北に長く広がっておる。冬には北西からからっ風が吹く。
- 山: 赤城山
- 河川: 粕川

### 隣接していた自治体
- 前橋市、大胡町、宮城村、富士見村、新里村（現桐生市）、赤堀町（現伊勢崎市）

## 歴史
- 1889年（明治22年）に14村が合併し粕川村となる。村名は村内で行われる400年以上も続く神事、ささら祭りの儀式の中で、川に酒粕を流したことに由来している。
- 1939年（昭和14年）、粕川村で強盗殺人事件が発生[3]。
- 1966年（昭和41年の出生数の減少）の「ひのえうま」に際し、金子裕（粕川村長）が主導して「迷信追放の村」を宣言、村役場は丙午の迷信には根拠がないことを広報するなど取り組んだことで全国的な注目を集めた[4]。

- 合併後の住所

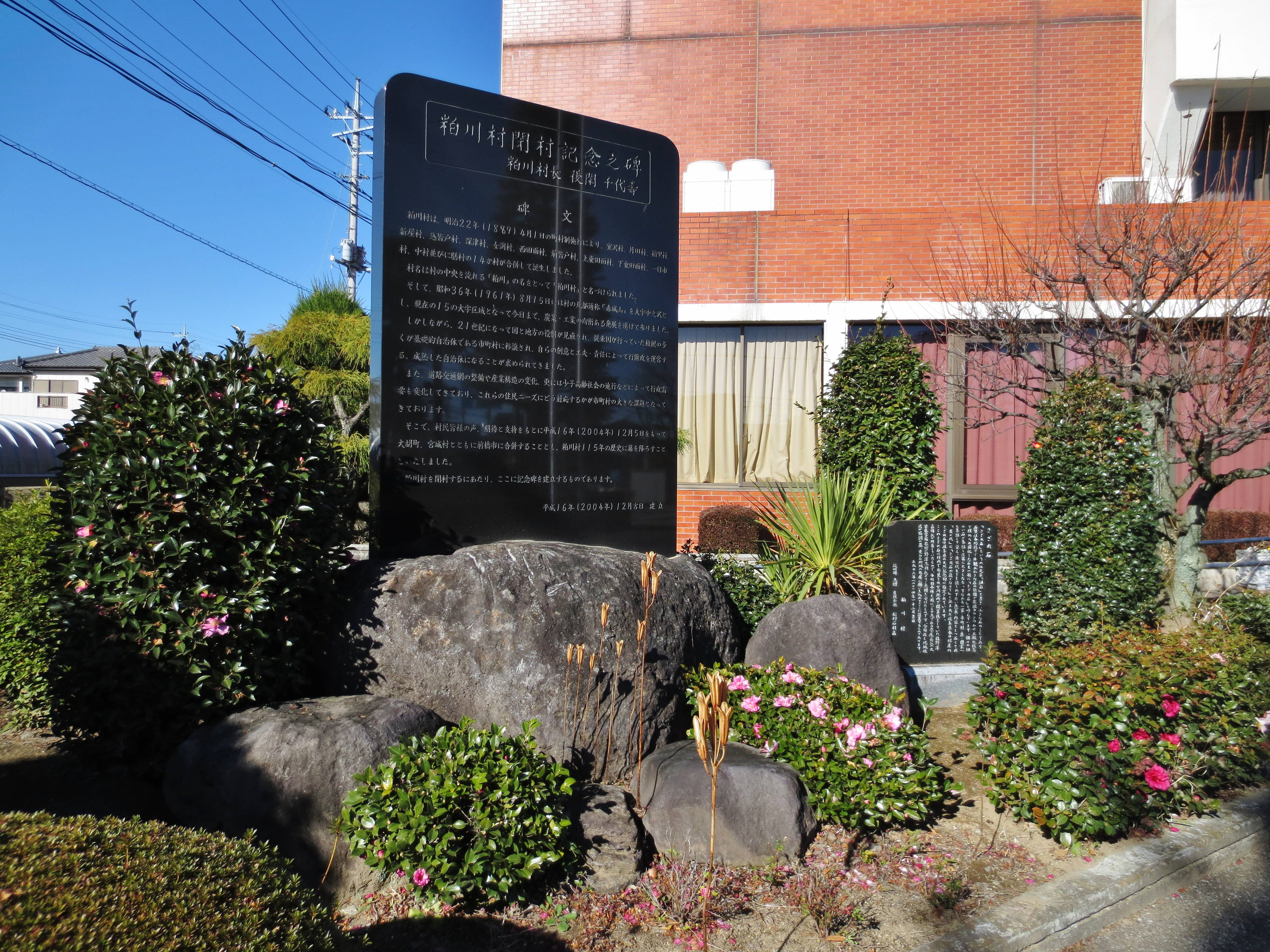
粕川村閉村之碑

  - 合併に際しての住民アンケートで住所に関して下記のような候補が挙げられた（○○は粕川村の時の大字名が入る）。
    - 前橋市粕川町○○
    - 前橋市粕川町
    - 前橋市○○町

  - このアンケートの結果、多くの人に支持を得た、前橋市粕川町○○が決まった（例：粕川村大字西田面 → 前橋市粕川町西田面）。
  - 合併後も粕川の名が残る形となった。同じく合併する大胡町、宮城村は、前橋市○○町と旧大字名が市の町名になった。大胡町の場合は大字名に大胡という地名があるため名前が残ったが、宮城村は大字名に宮城という名がないため住所から宮城という名は消滅した形となった。

## 行政
行政区は西田面、新屋、稲里、前皆戸、膳、上東田面、下東田面、女渕、込皆戸、深津、一日市、中、月田、室沢。村長、助役、収入役は以下の通りである。

### 村長[5]
| 代数     | 氏名       | 就任年月日       | 退任年月日       | 生年月日         | 備考                     |
| -------- | ---------- | ---------------- | ---------------- | ---------------- | ------------------------ |
| 1        | 鈴木二郎   | 明治22年5月14日  | 明治26年5月13日  | 嘉永4年11月11日  |                          |
| 2        | 猪熊文内   | 明治26年6月7日   | 明治30年6月7日   | 天保8年12月21日  |                          |
| 3        | 金井長十郎 | 明治30年6月9日   | 明治34年6月8日   | 嘉永2年４月25日  |                          |
| 4        | 金子紋五郎 | 明治34年6月9日   | 明治38年6月8日   | 嘉永5年4月27日   |                          |
| 5        | 猪熊源蔵   | 明治38年6月13日  | 明治42年6月12日  | 慶応3年5月10日   | 勲八等                   |
| 6        | 北爪幾寿   | 明治42年6月14日  | 明治42年10月20日 | 慶応2年4月15日   | 辞職                     |
| 7        | 船戸忠治郎 | 明治43年1月20日  | 大正3年1月19日   | 安政5年5月1日    |                          |
| 8        | 亀井三九治 | 大正3年3月26日   | 大正3年11月1日   | 明治9年4月20日   | 在職中死去、群馬県会議員 |
| 9        | 阿久沢忠三 | 大正3年12月23日  | 大正7年12月22日  | 嘉永6年4月10日   |                          |
| 10       | 松村佐之吉 | 大正7年12月23日  | 大正11年12月22日 | 慶応3年11月15日  | 勲八等                   |
| 11       | 真下由松   | 大正11年12月27日 | 大正13年12月15日 | 明治5年11月20日  | 勲八等旭日章             |
| 12       | 北爪勘一郎 | 大正14年2月14日  | 昭和4年2月13日   | 明治7年1月18日   |                          |
| 13       | 北爪幾寿   | 昭和4年2月14日   | 昭和8年2月13日   | 慶応2年4月15日   |                          |
| 14       | 金子頼司   | 昭和8年2月14日   | 昭和9年3月14日   | 明治11年8月10日  | 粕川小学校長             |
| 15       | 渡辺佐助   | 昭和9年4月1日    | 昭和13年3月31日  | 明治12年3月16日  |                          |
| 16       | 鎌塚酉次郎 | 昭和13年4月1日   | 昭和14年9月10日  | 明治18年10月7日  | 群馬県会議員             |
| 17       | 鎌塚酉次郎 | 昭和14年10月4日  | 昭和18年10月3日  | 明治18年10月7日  |                          |
| 18       | 新井浜治   | 昭和18年10月5日  | 昭和21年12月31日 | 明治15年11月8日  |                          |
| 村長代理 | 瀬下梅司   |                  |                  |                  |                          |
| 19       | 田島錦三   | 昭和22年4月5日   | 昭和26年4月4日   | 明治25年12月31日 |                          |
| 20       | 青木健寿   | 昭和26年4月30日  | 昭和30年4月29日  | 明治24年3月2日   |                          |
| 21       | 瀬下梅司   | 昭和30年5月1日   | 昭和34年4月30日  | 明治24年7月23日  |                          |
| 22       | 石橋増次   | 昭和34年5月1日   | 昭和38年4月30日  | 明治27年3月1日   |                          |
| 23       | 金子裕     | 昭和38年5月1日   | 昭和42年4月30日  | 大正15年11月13日 |                          |
| 24       | 金子裕     | 昭和42年5月1日   | 昭和46年4月30日  | 大正15年11月13日 |                          |
| 25       | 真下文雄   | 昭和46年5月1日   |                  | 明治41年3月29日  |                          |

- 後閑千代壽（2002年（平成14年）3月23日〜2004年（平成16年）12月4日）

### 助役
- 瀬下渉[2]

### 収入役
- 阿久沢知五郎[2]

## 経済

### 産業
- 産業人口（1999年）
  - 第一次産業人口 828人
  - 第二次産業人口 2339人
  - 第三次産業人口 3030人

農業
1930年に刊行された『市町村治績録 改訂第2版』によると、産物は米7599石、麦、繭。『大日本篤農家名鑑』によると、粕川村の篤農家は猪熊、岩田、渡邊、金井、田島、中島、長澤、上田、牛房、倉本、山上、松島、深澤、後閑、北爪、望月、森、茂木、角田姓の人物がいた。

## 人口
1912年刊行された『帝国地名辞典 上巻』によると、人口は6139。1930年に刊行された『市町村治績録 改訂第2版』によると、戸数は1200、人口は8853。

## 地域

### 大字
粕川村で使われていた大字は、下記の通り前橋市に合併された際、前橋市粕川町○○のようになった。
- 新屋（現 粕川町新屋）
- 稲里（現 粕川町稲里）
- 女渕（現 粕川町女渕）
- 上東田面（現 粕川町上東田面）
- 込皆戸（現 粕川町込皆戸）
- 下東田面（現 粕川町下東田面）
- 膳（現 粕川町膳）
- 月田（現 粕川町月田）
- 中（現 粕川町中）
- 中之沢（現 粕川町中之沢）
- 西田面（現 粕川町西田面）
- 一日市（現 粕川町一日市）
- 深津（現 粕川町深津）
- 前皆戸（現 粕川町前皆戸）
- 室沢（現 粕川町室沢）

### 健康
- 平均年齢

### 教育
- 粕川村立粕川小学校（現 前橋市立粕川小学校）
- 粕川村立月田小学校（現 前橋市立月田小学校）
- 粕川村立粕川中学校（現 前橋市立粕川中学校）

## 交通

### 鉄道路線
- 上毛電気鉄道

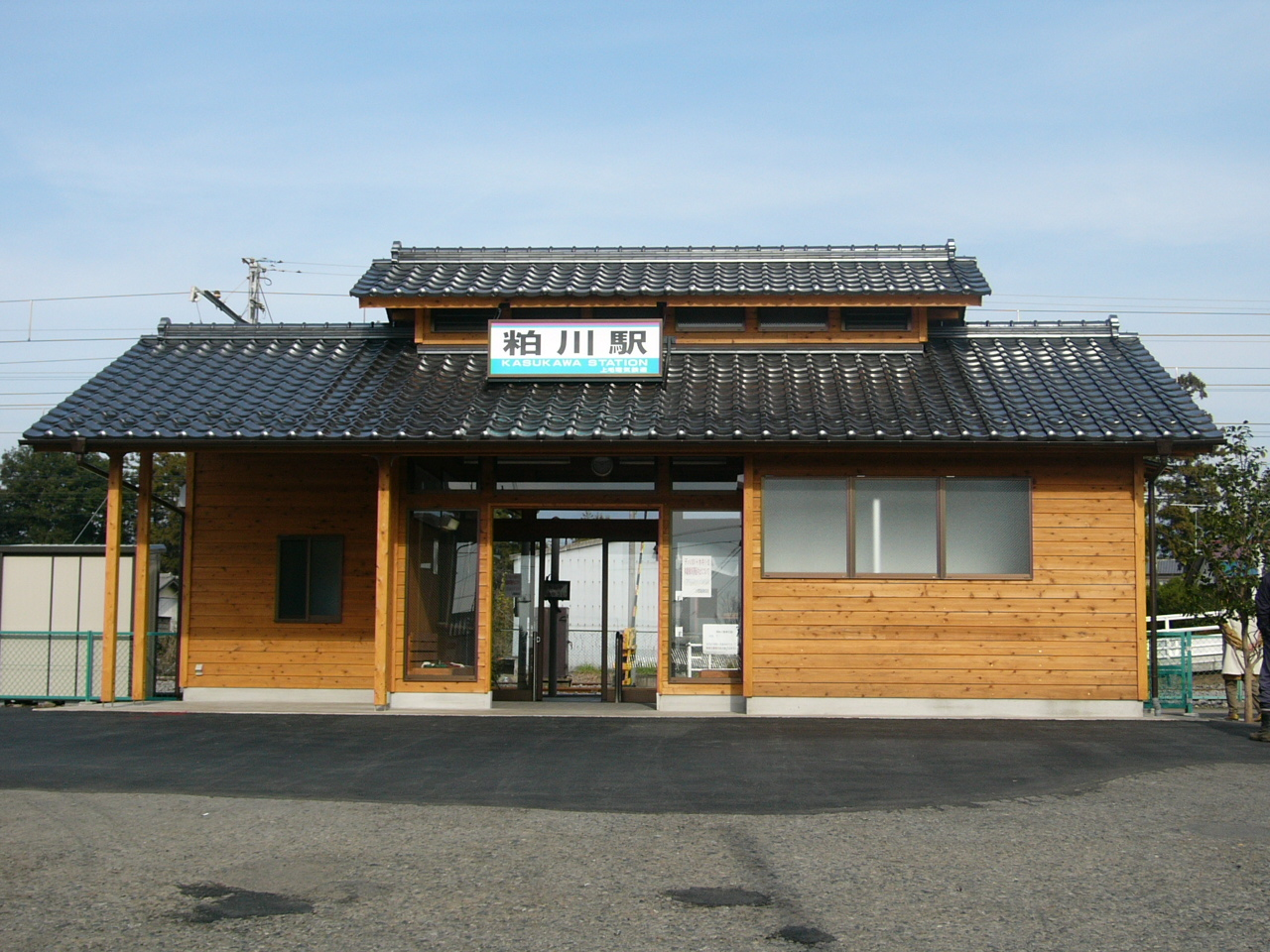
粕川駅

  - ■上毛線：北原駅 - 新屋駅 - 粕川駅 - 膳駅

### 道路
- 高速道路
  - 最寄りインターチェンジは北関東自動車道・伊勢崎インターチェンジ（伊勢崎市）
- 一般国道
  - 国道353号
- 県道
  - 群馬県道3号前橋大間々桐生線

## 名所・旧跡・観光スポット・祭事・催事

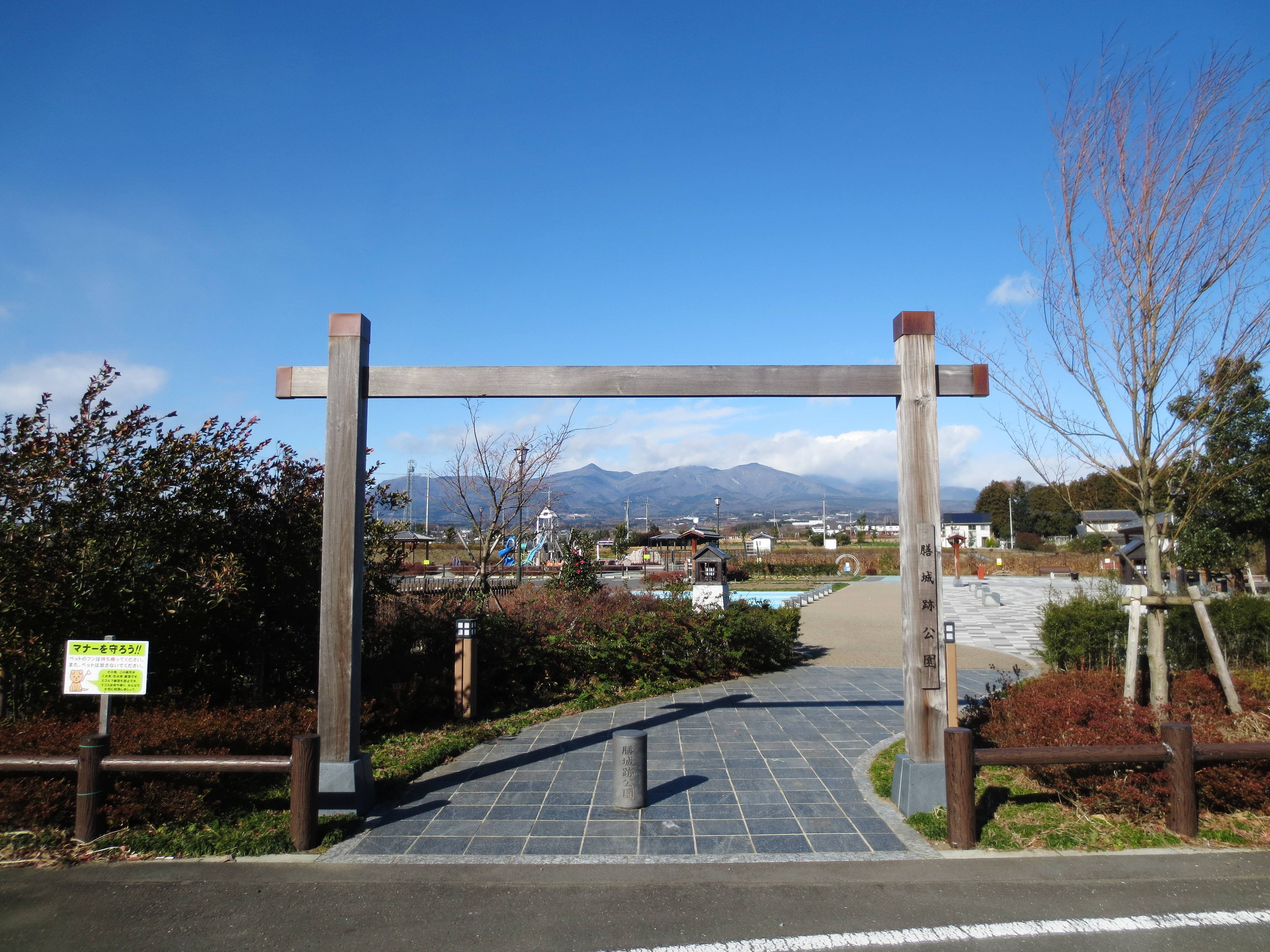
膳城跡公園

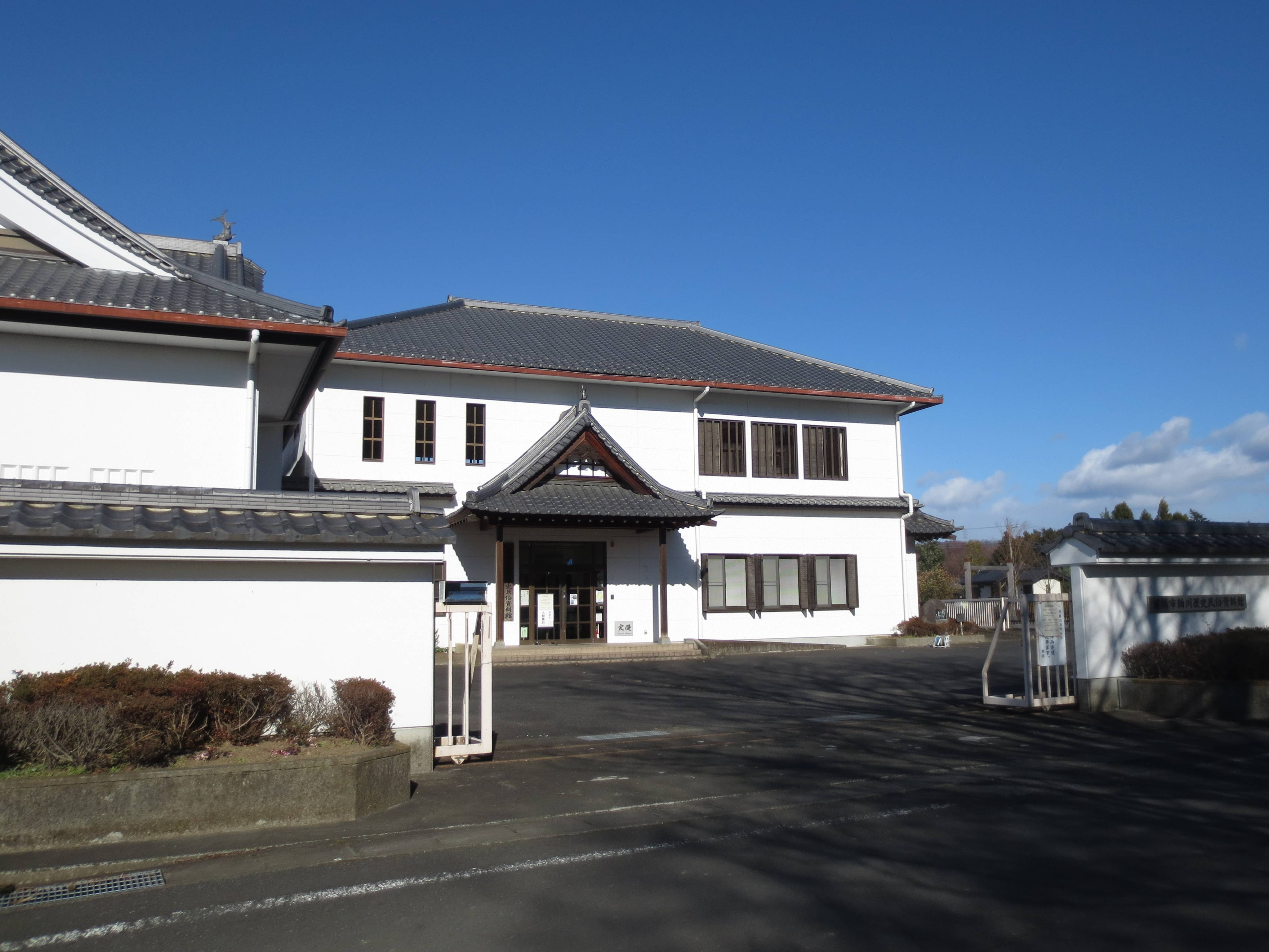
粕川歴史民俗資料館

- 膳城（県指定史跡）
- 粕川歴史民俗資料館

## 出身有名人
- 金子与重郎 - 衆議院議員
- 北爪健吾 - サッカー選手、清水エスパルス所属
- 藤口光紀 - 元サッカー選手（元日本代表）、Jリーグ元理事、浦和レッズ元社長
- 柳澤竹次郎（酒造家、粕川水電常務取締役）